# Cinnamomum hatschbachii
Cinnamomum hatschbachii là loài thực vật có hoa trong họ Nguyệt quế. Loài này được Vattimo miêu tả khoa học đầu tiên năm 1962.